# 謝俊慧
謝俊慧（1979年11月30日—），曾用藝名富晨軒，台灣女演員，出身劇場，跨足影視。2007年於北京央視新版《紅樓夢》海選獲得「最佳演技獎」個人大獎。2019年憑藉公共電視人生劇展《淚滴卡卡》入圍第54屆金鐘獎迷你劇集／電視電影女配角獎。現為伊林娛樂繁星計畫影視表演指導老師。

## 戲劇作品

### 電影
英國電影短片─

Steve Webb《Autopsy: The Last Hours of Bruce Lee》、Luca Ciuti《She’s Funny That Way》、Keir Burrows《Pilgrims》、Hamza Jeetooa《Behind The Likes》、Amanda Brennan《Mike Leigh Project》

劇情長片─

周美玲《帥T空姐》、何蔚庭《美好的意外》《台北星期天》、鈕承澤《軍中樂園》、林靖傑《最遙遠的距離》、閻鴻亞《人間喜劇》、鄭有傑《石碇的夏天》

網路微電影─

范揚仲《瑞穗鮮乳-小媽媽老女兒》、王維明《Luxgen M7-生命中最美好的時光》、鄭有傑《飛利浦-小女孩的時光年菜》、張博洋《拉撒路上的男女》

### 電視
電視電影─

公視人生劇展《閻王瞎趴》《淚滴卡卡》《早秋的散步》《應屆退休生》、蘋果壹電視《76頁的秘密》

電視連續劇─

民視金鐘幸福好戲《媽媽不見了》、偶像劇《我的完美男人》《惡魔在身邊》、大愛劇場《黃金大天團》《阿英的成長日記》《歸·娘家》《美好歲月》《我的寶貝》《歲月的籤詩》《指間的智慧》《醫世情》《伴你同行》《日照大地》《真情伴星月》《竹音深處》《生命圓舞曲》《大愛的孩子》

### 劇場
2015

新加坡國際藝術節─ 創作社劇團《西夏旅館‧蝴蝶書》，女主角碧海

深圳城市戲劇節─ 動見體劇團《台北詩人》(深圳、廣州、上海巡演)，女主角小君

2014

北京兩岸小劇場藝術節─ 動見體劇團《台北詩人》，女主角小君

夾腳拖劇團《阿嬤的雜細車》，女主角Reiko

2013

非常林奕華《三國》(廣州、重慶、杭州、北京、上海巡演)，華陀

2012

中國國家話劇院《西廂記外傳》(北京、廈門巡演)，女主角崔雙紋

國立台北藝術大學暨國家兩廳院《孫飛虎搶親》，女主角崔雙紋

動見體劇團《離家不遠》，雅惠

2011

表演工作坊 校園巡演《出氣筒》，湯教授/盧Sir/藍人/綠人/房東太太 

EX-亞洲劇團《百年復甦》，梅雅

狂想劇團《逆旅》，水月

2010

表演工作坊 校園巡演《只有桃花源》，女主角春花

外表坊時驗團《愛情放映中》，富晨軒

2009

表演工作坊 校園巡演《這一夜，表坊說相聲 Part 2》，女主角周芳妮博士

飛人集社劇團《煮海的人》，女主角龍王女

動見體劇團《達爾文之後》，女主角蜜莉

動見體劇團《我的天使魔鬼：睡美人》，妻子

2008

屏風表演班《瘋狂年代》，偶像劇女主角/主播/舞者

動見體劇團《漢字寓言：未來系青年觀點報告》，獨角戲『群』

動見體劇團《哥本哈根》，女主角瑪格麗特

2007

人力飛行劇團《雙姝怨》，本島女子

城市故事劇場《明天我們空中再見》，女主角李文媛

2006

國家兩廳院世界之窗─ 德國狂潮《那一夜，在台北》，女主角Mia

德國法蘭克福劇院(Schauspiel Frankfurt)  《Abalon, one nite in Taipei》，女主角Mia

德國慕尼黑室內劇院(Münchner Kammerspiele)  《3 Minuten Nationalsozialismus》，神祕女子
 
2005

城市故事劇場《旋律，在愛情交界處》，女主角李翹/宇真

1999-2004

國立台北藝術大學《費德兒》、《一官風波》、《黑夜白賊》、《危險關係》、《愛就醬子》、《航向愛琴海》、《櫻桃園》、《雙‧頭‧鷹》

## 廣告代言

### 商業廣告
美廉社年度獻映-輕鬆過生活篇、拜安進血糖機-穿越門診篇、大金冷氣-流言篇、樺達喉糖-哪裡有嘻哈篇、國泰世華銀行Samsung Pay-少女心篇、Luxgen M7 Turbo Eco Hyper-生命中最美好的時光篇、茶裏王-家長會篇、波蜜一日蔬果-蘋果篇、麥當勞銅板輕鬆點-需求篇、麥當勞一起過年最難忘-相聚篇、麥當勞好時光大早餐-早安盤餐組篇、麥當勞快樂兒童餐-月球篇、IKEA-好臥房讓媽媽充滿能量篇、IKEA-解決收納難題篇、IKEA-讓臥室幸福加倍篇、永慶房屋-找好房篇、遠傳哈拉頭家-蛋糕篇、HOLA周年慶-窗簾篇、桂格高鈣脫脂奶粉、克補肝精、嘉南羊乳、台灣公賣局玉台白蘭地酒、合作金庫晶片Combo卡

## 獎項紀錄
| 年 份  | 頒獎典禮     | 獎項                       | 影片         | 角色   | 結果 |
| ------ | ------------ | -------------------------- | ------------ | ------ | ---- |
| 2019年 | 第54屆金鐘獎 | 迷你劇集／電視電影女配角獎 | 《淚滴卡卡》 | 羅家美 | 提名 |

2016 ─

United Kingdom Alliance Dance Gold Award, 19th & 20th Century Dance - Distinction

2007 ─

中國中央電視台「江中亮嗓紅樓夢中人巔峰之戰」最佳演技獎暨黛玉組全國十強

## 相關新聞
- 演員寫真：超乎想像的謝俊慧 2013/4/16（页面存档备份，存于）
- 橫跨兩岸與產學之合作，呈現姚一葦大師經典戲劇《孫飛虎搶親》 2012/4/6 （页面存档备份，存于）
- 新生代劇場女伶紙上變身 ─ 謝俊慧 X 東方不敗 2012/4/6 （页面存档备份，存于）
- 北京「紅樓夢中人」選秀，台灣五美女出線 2007/3/16（页面存档备份，存于）
- 你可以想像嗎？台灣女演員謝俊慧的劇照刊登在德國重要大報上，並且飽受贊揚 2006/1/25（页面存档备份，存于）

## 外部連結
- 謝俊慧的Facebook專頁
- 谢俊慧Eugene的新浪微博
- 謝俊慧的新浪博客
- 謝俊慧在互联网电影资料库（IMDb）上的資料（英文）
- 謝俊慧在香港影庫上的簡介
- 富晨軒在香港影庫上的簡介
- 謝俊慧在时光网上的簡介（简体中文）
- 謝俊慧在豆瓣上的资料（简体中文）